# ダットサン・redi-GO
ダットサン redi-GO（レディ・ゴー）は、日産自動車が製造し、ダットサンブランドで販売していた大衆向けハッチバック型乗用車である。 

## 概要
インド市場では元々大衆向け自家用車への関心が高く、マルチ・800の人気はそれを証明していた。2014年、日産自動車はマルチ・800からモデルチェンジしたアルト・800、ルノー・クウィッドなどの小型車と競合させるべく、本車種を発表した。 
0.8 Lエンジンを搭載した本車種は好調な売り上げを記録し、2017年には若者向けの新色を備えた新しい1.0 Lエンジン搭載車を発売した。2020年にはマイナーチェンジを行った。
2023年内をもって、ダットサンブランドの使用終了に併せる形で生産・販売終了。実質的な後継はマグナイトとなる。

## 特徴
2014年のニューデリーオートエクスポでコンセプトが発表され、2016年4月14日に量産モデルが発表された。
プラットフォームは、先行して発売されたルノー・クウィッドと同じく日産・CMF（CMF-A）を採用する。パワートレインも、同車種と共通の最高出力54馬力（40kW）を発揮するBR08型0.8 L直列3気筒DOHC12バルブエンジンに5速マニュアルトランスミッションを組み合わせている。  
redi-GOは、クウィッドと比して廉価、軽量、短い全長、そして高い地上高（185 mm）となっている。また、一般的にこの種のコンパクトカーは基本的にホイール1輪あたり4本のスタッド・ナットを用いるのが普通だが、製造コスト削減のため、クウィッド同様、ホイール1輪あたりのスタッド・ナットが3本となっている。 